# Nora Grossman
Nora Grossman est une productrice de cinéma américaine née en 1983.

## Biographie
Nora Grossman fait ses études au College of Communication (en) de l'Université de Boston (Massachusetts), dont elle sort diplômée en 2005
Alors qu'elle travaille pour DreamWorks TV, elle fonde avec Ido Ostrowsky, assistant scénariste sur Gossip Girl, Bristol Automotive pour produire un film sur Alan Turing, qui deviendra Imitation Game.

## Filmographie
- 2014 : Imitation Game de Morten Tyldum

## Nominations
- Oscars du cinéma 2015 : Imitation Game pour l'Oscar du meilleur film
- BAFTA 2015 : Imitation Game pour le BAFA du meilleur film et le BAFA du meilleur film britannique